# Kolizione norme
Koliziona norma rešava dilemu koje pravo (pravo kojeg pravnog poretka) će biti merodavno u nekom privatnopravnom odnosu tako što će među brojnim kontaktima koje takav pravni odnos ima sa pojedinim zemljama izabrati odlučujuću činjenicu, i na taj način će postupajući organ uputiti na merodavno pravo. 
Naime, jedan od osnovnih ciljeva međunarodnog privatnog prava je da odredi pravni sistem čije će materijalnopravne norme urediti određeni privatnopravni odnos sa elementom inostranosti. Koliziona norma na indirektan način daje odgovor na postavljeno pravno pitanje - ona ne daje direktan odgovor, već ukazuje na to gde se odgovor nalazi. 

## Struktura kolizione norme
Kolizione norme imaju dva osnovna elementa: pravnu kategoriju, pod koju se podvodi konkretno pravno pitanje i tačku vezivanja (odlučujuću vezu), koja u konkretnom slučaju ukazuje na pravo koje je merodavno.  

### Pravna kategorija
Zadatak svakog konkretnog zakonodavca jeste da propiše pravne kategorije kojim će da obuhvati celokupno prihvatno pravo. Obuhvat konkretnih pravnih kategorija može varirati: to može biti ceo pravni institut (npr. svojina, ugovor...), može biti čak i grana prava, a mogu se koristiti i vrlo uske pravne kategorije. 

### Tačka vezivanja
Tačka vezivanja predstavlja konkretizaciju elementa privatnopravnog odnosa koji zakonodavac smatra odlučujućim (relevantnim) i ukazuju na pravo zemlje koje je, po pravilu, u najbližoj vezi za pojedine pravne kategorije. Tačke vezivanja mogu biti različite: pripadnost kupca (prodavca), mesto zaključenja ugovora, državljanstvo, mesto nalaženja stvari, autonomija volje... a koja je odlučujuća reći će zakonodavac, izabravši najjaču vezu. Čime zakonodavac treba da se rukovodi je stvar zakonodavne, tj. pravne politike svake države. Svaki pravni odnos ima svoje težište koje će ga vezivati za određeno pravo. Zakonodavac svake pojedine države odlučuje o tome koja je vezivna tačka težišna i time postavlja kolizionu normu.
Postoje tri podele tačaka vezivanja: neposredno vezujuće i okvirne, proste i složene, i stalne i promenljive.

### Vrste kolizionih normi
Postoje dve podele kolizionih normi: prva, na jednostrane, dvostrane i višestrane, i druga, na samostalne i nesamostalne kolizione norme.
Jednostrane kolizione norme su neobjektivne - nemaju za cilj da, za razliku od dvostranih i višestranih kolizionih normi, objektivno upute na merodavno pravo, koje u svakom konkretnom slučaju može biti različito, već uvek određuju da je merodavno domaće pravo, lex fori. Sa druge strane, dvostrane i višestrane kolizione norme se smatraju objektivnim (klasičnim, neutralnim), jer postoje da bi ukazale na merodavno pravo, ma koje ono bilo, s tim da konkretan ishod zavisi od mesta tačke vezivanja. Ovakve kolizione norme su zastupljene u najvećem broju slučajeva.
Druga podela kolizionih normi se zasniva na njihovoj sposobnosti da samostalno ukažu na merodavno pravo: samostalne kolizione norme imaju i pravnu kategoriju i tačku vezivanja i samostalno su sposobne da ukažu na merodavno pravo, dok su nesamostalne kolizione norme zapravo uputstva za primenu samostalnih kolizionih normi, pa se uglavnom nalaze u opštem delu zakona kojim se uređuje međunarodno privatno pravo, obično u delu koji uređuje osnovne institute međunarodnog privatnog prava. Nesamostalne kolizione norme nisu sposobne da odrede merodavno pravo, ali se njima koriguje i usmerava dejstvo samostalnih kolizionih normi. (npr. javni poredak, ranvoa, norme neposredne primene...). 

### Pravna priroda kolizionih normi
Kolizione norme su imperativnog karaktera, što znači da ih sud mora primenjivati po službenoj dužnosti i nema mogućnost da od njih odstupi. Ukoliko sud pogrešno primeni kolizionu normu, takvo postupanje suda može biti od uticaja na sudbinu odluke suda u eventualnom postupku po pravnim lekovima. Isto tako, ni same stranke se ne mogu sporazumeti da na njihov pravni odnos bude primenjena koliziona norma, osim ako to zakonom nije dozvoljeno.